# ヘルマン・ヘルツォーク
ヘルマン・オットマール・ヘルツォーク（Hermann Ottomar Herzog、1832年11月15日 - 1932年2月6日）は現在のドイツ・ブレーメンに生まれ、後にアメリカ合衆国に帰化した画家である。各国を旅し、風景画を多く描いた。

## 略歴
ブレーメンで生まれた。1850年頃から、デュッセルドルフ美術アカデミーで学び、当時有名な風景画家のアンドレアス・アッヒェンバッハ(1815-1910)やハンス・ギューデ(1825-1903)の画塾でも学んだ。10年ほどノルウェー、イタリアなどヨーロッパの各地を訪れ、風景画を描いた。1854年からデュッセルドルフの美術家協会、「Malkasten」の会員になった。1860年代になってアメリカを訪れ、1869年からアメリカに定住し、後に市民権を得た。鉄道会社に投資をして、裕福になった。アメリカでは東部の海岸の風景や	ヨセミテなどの風景を描いた。
アメリカで暮らすようになってからも、イギリス王室のメンバーやドイツ、ロシアの顧客に絵を売るために、ヨーロッパに戻り、何度か、オランダ、ベルギーを訪れ海岸の風景を描いた。
99歳でフィラデルフィアで亡くなるまで、1000点以上の作品を残した。息子のLewis Edward Herzogも画家になった。

## 作品
- ルツェルン湖(スイス) (1882)
- マウント・デザート島(メイン州)の海岸
- 「漁の風景」
- 「オランダの冬の朝」
- 「夕暮れの散歩道」